# André Wierdsma
Andreas Franciscus Maria (André) Wierdsma (1949) is een Nederlands bedrijfskundige en hoogleraar Organiseren en Co-creëren aan de Nyenrode Business Universiteit.
Wierdsma studeerde Bedrijfskunde aan de Nyenrode en organisatie- en klinische psychologie aan de Vrije Universiteit te Amsterdam. Sinds 1978 werk hij als docent bij de Universiteit Nyenrode. Sinds 1999 is hij hier hoogleraar en bekleedt de NS-leerstoel Organiseren en Co-creëren. Hiernaast is hij als docent betrokken bij het Sioo.
De onderzoeksinteresse van Wierdsma liggen op het gebied van interculturele communicatie, complexe besluitvorming, de lerende organisatie, zelforganisatie, verandermanagement met een accent op de relatie tussen de ontwikkeling van individuen en organisaties.
In zijn oratie uit 1999 breekt Wierdsma een lans voor het stakeholdersmodel in plaats van het shareholdersmodel. Te vaak zijn bedrijven nog gericht op het creëren van shareholder value, en schromen niet op personeel te bezuinigen. De waarde van werknemers staan echter niet op de balans, en op investering in werving en inwerken van nieuw personeel wordt vaak niet gerekend.

## Publicaties
- 1990. Op weg naar een lerende organisatie : over het leren en opleiden van organisaties. Met Joop Swieringa. Noordhoff.
- 1992. Becoming a learning organization : beyond the learning curve. Addison-Wesley.
- 1999. Co-creatie van verandering. Inaugurele rede Eburon.
- 2000. Leidinggeven aan co-creërend veranderen : balanceren tussen broosheid en maakbaarheid. Nyenrode University Press, The Netherlands Business School.
- 2002. Lerend organiseren : als meer van hetzelfde niet helpt. Stenfert Kroese.
- 2009. Co-creatie van veranderingen ; De verandermanagementbox : onmisbaar instrument voor succesvol verandermanagement. MainPress.